# Tálknafjarðarhreppur
Tálknafjarðarhreppur is een gemeente in het noordwesten van IJsland in de regio Vestfirðir. De gemeente heeft 292 inwoners (in 2006), waarvan er 273 wonen in het plaatsje Tálknafjörður. Een aansluiting van de gemeente bij de gemeente Vesturbyggð werd op 8 oktober 2005 via een referendum afgewezen.
Bolungarvíkurkaupstaður · Ísafjarðarbær · Reykhólahreppur · Tálknafjarðarhreppur · Vesturbyggð · Súðavíkurhreppur · Árneshreppur · Kaldrananeshreppur · Bæjarhreppur · Strandabyggð